# FC Barcelona in het seizoen 2017/18
Dit artikel geeft een overzicht van FC Barcelona in het seizoen 2017/18. Het seizoen waar ze de Primera División en de Copa del Rey wonnen. Ze kwamen in de UEFA Champions League 2017/18 tot de kwartfinale.

## Spelerskern
| Nr.           | Naam                  | Nationaliteit | Geboortedatum | Vorige club                      |
| ------------- | --------------------- | ------------- | ------------- | -------------------------------- |
| Keepers       |                       |               |               |                                  |
| 1             | Marc-André ter Stegen | Duitsland     | 30-04-1992    | Borussia M'gladbach (2011–2014)  |
| 13            | Jasper Cillessen      | Nederland     | 22-04-1989    | Ajax (2011–2016)                 |
| Verdedigers   |                       |               |               |                                  |
| 2             | Nélson Semedo         | Portugal      | 16-11-1993    | Benfica (2013–2017)              |
| 3             | Gerard Piqué          | Spanje        | 02-02-1987    | Manchester United (2007–2008)    |
| 18            | Jordi Alba            | Spanje        | 21-03-1989    | Valencia (2007–2012)             |
| 19            | Lucas Digne           | Frankrijk     | 20-07-1993    | AS Roma (2015–2016)              |
| 22            | Aleix Vidal           | Spanje        | 21-08-1989    | Sevilla (2014–2015)              |
| 23            | Samuel Umtiti         | Frankrijk     | 14-11-1993    | Olympique Lyon (2012–2016)       |
| 24            | Yerry Mina            | Colombia      | 23-09-1994    | Palmeiras (2016–2017)            |
| 25            | Thomas Vermaelen      | België        | 14-11-1985    | AS Roma (2016–2017)              |
| 36            | Marc Cucurella        | Spanje        | 22-07-1998    | /                                |
| Middenvelders |                       |               |               |                                  |
| 4             | Ivan Rakitić          | Kroatië       | 10-03-1988    | Sevilla (2011–2014)              |
| 5             | Sergio Busquets       | Spanje        | 16-07-1988    | /                                |
| 6             | Denis Suárez          | Spanje        | 06-01-1994    | Villarreal (2015–2016)           |
| 8             | Andrés Iniesta        | Spanje        | 11-05-1984    | /                                |
| 14            | Philippe Coutinho     | Brazilië      | 12-06-1992    | Liverpool (2013–2017)            |
| 15            | Paulinho              | Brazilië      | 25-07-1988    | Guangzhou Evergrande (2015–2017) |
| 20            | Sergi Roberto         | Spanje        | 07-02-1992    | /                                |
| 21            | André Gomes           | Portugal      | 30-07-1993    | Valencia (2015–2016)             |
| 26            | Carles Aleñá          | Spanje        | 05-01-1998    | /                                |
| Aanvallers    |                       |               |               |                                  |
| 16            | Gerard Deulofeu       | Spanje        | 24-01-1997    | Everton (2015–2017)              |
| 9             | Luis Suárez           | Uruguay       | 24-01-1987    | Liverpool (2011–2014)            |
| 10            | Lionel Messi          | Argentinië    | 24-06-1987    | /                                |
| 11            | Ousmane Dembélé       | Frankrijk     | 15-05-1997    | Borussia Dortmund (2016–2017)    |
| 17            | Paco Alcácer          | Spanje        | 30-08-1993    | Valencia (2013–2016)             |
| 37            | José Arnáiz           | Spanje        | 15-04-1995    | Real Valladolid (2015–2017)      |

- = Aanvoerder

### Technische staf
|                 |                         |               |
| Functie         | Naam                    | Nationaliteit |
| Coach           | Ernesto Valverde (foto) | Spanje        |
| Assistent-coach | Jon Aspiazu             | Spanje        |
| Assistent-coach | Joan Barbarà            | Spanje        |
| Fitnesscoach    | José Antonio Pozanco    | Spanje        |
| Fitnesscoach    | Edu Pons                | Spanje        |
| Fitnesscoach    | Antonio Gómez           | Spanje        |
| Keeperstrainer  | José Ramón de la Fuente | Spanje        |

## Resultaten
Een overzicht van de competities waaraan Barcelona in het seizoen 2017/18 deelnam.
| Primera División | Copa del Rey | Supercopa | Champions League |
| ---------------- | ------------ | --------- | ---------------- |
|                  |              |           |                  |
| Kampioen         | Winnaar      | Verliezer | Kwartfinale      |

## Transfers

### Zomer
| Naam             | Nationaliteit    | Van/naar             | Prijs          |
| ---------------- | ---------------- | -------------------- | -------------- |
| Inkomend         |                  |                      |                |
| Marlon           | Brazilië         | Fluminense           | € 5.000.000    |
| Gerard Deulofeu  | Spanje           | Everton              | € 12.000.000   |
| Nélson Semedo    | Portugal         | Benfica              | € 30.000.000   |
| Paulinho         | Brazilië         | Guangzhou Evergrande | € 40.000.000   |
| Ousmane Dembélé  | Frankrijk        | Borussia Dortmund    | € 105.000.000  |
| José Arnáiz      | Spanje           | Real Valladolid      | € 3.400.000    |
| TOTAAL UITGAVEN: | TOTAAL UITGAVEN: | TOTAAL UITGAVEN:     | € 195.400.000  |
| Uitgaand         |                  |                      |                |
| Jordi Masip      | Spanje           | Real Valladolid      | Einde contract |
| Cristian Tello   | Spanje           | Real Betis           | € 5.000.000    |
| Jérémy Mathieu   | Frankrijk        | Sporting Lissabon    | Einde contract |
| Neymar           | Brazilië         | Paris Saint-Germain  | € 222.000.000  |
| Douglas          | Brazilië         | Benfica              | Huur           |
| Munir El Haddadi | Spanje           | Deportivo Alavés     | Huur           |
| Marlon           | Brazilië         | OGC Nice             | Huur           |
| TOTAAL INKOMEN:  | TOTAAL INKOMEN:  | TOTAAL INKOMEN:      | € 227.000.000  |

### Winter
| Naam              | Nationaliteit    | Van/naar            | Prijs         |
| ----------------- | ---------------- | ------------------- | ------------- |
| Inkomend          |                  |                     |               |
| Philippe Coutinho | Brazilië         | Liverpool           | € 120.000.000 |
| Yerry Mina        | Colombia         | Palmeiras           | € 11.800.000  |
| TOTAAL UITGAVEN:  | TOTAAL UITGAVEN: | TOTAAL UITGAVEN:    | € 131.800.000 |
| Inkomend          |                  |                     |               |
| Javier Mascherano | Argentinië       | Hebei China Fortune | Verkocht      |
| Arda Turan        | Turkije          | Istanbul Başakşehir | Huur          |
| Rafinha           | Brazilië         | Internazionale      | Huur          |
| Gerard Deulofeu   | Spanje           | Watford FC          | Huur          |
| TOTAAL UITGAVEN:  | TOTAAL UITGAVEN: | TOTAAL UITGAVEN:    | € 0           |

## Uitrustingen
Shirtsponsor(s): Rakuten / Beko

Sportmerk: Nike
| Thuis | Uit | Alternatief | Doelman | Doelman | Doelman |

## Supercopa
| Wedstrijddetails                                        | Thuisploeg             | Uitslag         | Uitploeg                                | Opstelling | Kaarten                          |
| ------------------------------------------------------- | ---------------------- | --------------- | --------------------------------------- | --- | -------------------------------- |
| Supercopa                                               |                        |                 |                                         | |                                  |
| 13 augustus 2017 22:00 Camp Nou Barcelona               | FC Barcelona           | 1-3             | Real Madrid                             | Ter Stegen Vidal, Piqué, Umtiti, Alba Rakitić (83' Alcácer), Busquets, Iniesta (68' Roberto) Messi, L. Suárez, Deulofeu (59' D. Suárez) | 27' Piqué 40' Messi 57' Busquets |
| 13 augustus 2017 22:00 Camp Nou Barcelona               | 77' Messi (pen.)       | 0-1 1-1 1-2 1-3 | 50' Piqué (own) 80' Ronaldo 90' Asensio | Ter Stegen Vidal, Piqué, Umtiti, Alba Rakitić (83' Alcácer), Busquets, Iniesta (68' Roberto) Messi, L. Suárez, Deulofeu (59' D. Suárez) | 27' Piqué 40' Messi 57' Busquets |
| 16 augustus 2017 23:00 Estadio Santiago Bernabéu Madrid | Real Madrid            | 2-0             | FC Barcelona                            | Ter Stegen Mascherano, Piqué (50' Semedo), Umtiti Roberto, Rakitić, Busquets, Gomes (72' Deulofeu), Alba (78' Digne) Messi, L. Suárez   | 89' L. Suárez 90+3' Mascherano   |
| 16 augustus 2017 23:00 Estadio Santiago Bernabéu Madrid | 4' Asensio 39' Benzema | 1-0 2-0         |                                         | Ter Stegen Mascherano, Piqué (50' Semedo), Umtiti Roberto, Rakitić, Busquets, Gomes (72' Deulofeu), Alba (78' Digne) Messi, L. Suárez   | 89' L. Suárez 90+3' Mascherano   |

## Primera División

### Wedstrijden
| Wedstrijddetails                                             | Thuisploeg                                                                | Uitslag                             | Uitploeg                                                    | Opstelling | Kaarten                                                                                  |
| ------------------------------------------------------------ | ------------------------------------------------------------------------- | ----------------------------------- | ----------------------------------------------------------- | --- | ---------------------------------------------------------------------------------------- |
| Heenronde                                                    |                                                                           |                                     |                                                             | |                                                                                          |
| 20 augustus 2017 20:15 Camp Nou Barcelona                    | FC Barcelona                                                              | 2-0                                 | Real Betis                                                  | Ter Stegen Mascherano, Semedo, Umtiti, Alba (87' Digne) Rakitić, Busquets, Roberto Messi, Alcácer (82' D. Suárez), Deulofeu (72' Vidal)       | 52' Alba 90+2' Digne                                                                     |
| 20 augustus 2017 20:15 Camp Nou Barcelona                    | 36' Toșca (own) 39' Roberto                                               | 1-0 2-0                             |                                                             | Ter Stegen Mascherano, Semedo, Umtiti, Alba (87' Digne) Rakitić, Busquets, Roberto Messi, Alcácer (82' D. Suárez), Deulofeu (72' Vidal)       | 52' Alba 90+2' Digne                                                                     |
| 26 augustus 2017 18:15 Estadio Mendizorrotza Vitoria-Gasteiz | Deportivo Alavés                                                          | 0-2                                 | FC Barcelona                                                | Ter Stegen Vidal (57' Alcácer), Piqué, Umtiti, Alba Rakitić, Busquets, Iniesta (88' Paulinho) Roberto, Messi, Deulofeu (71' D. Suárez)        | 32' Umtiti 41' Roberto 45' Piqué                                                         |
| 26 augustus 2017 18:15 Estadio Mendizorrotza Vitoria-Gasteiz |                                                                           | 0-1 0-2                             | 55' Messi 66' Messi                                         | Ter Stegen Vidal (57' Alcácer), Piqué, Umtiti, Alba Rakitić, Busquets, Iniesta (88' Paulinho) Roberto, Messi, Deulofeu (71' D. Suárez)        | 32' Umtiti 41' Roberto 45' Piqué                                                         |
| 9 september 2017 20:45 Camp Nou Barcelona                    | FC Barcelona                                                              | 5-0                                 | Espanyol                                                    | Ter Stegen Semedo, Piqué, Umtiti, Alba Rakitić, Busquets (73' Paulinho), Iniesta (77' Gomes) Messi, L. Suárez, Deulofeu (68' Dembélé)         | 21' Busquets                                                                             |
| 9 september 2017 20:45 Camp Nou Barcelona                    | 26' Messi 35' Messi 67' Messi 87' Piqué 90' L. Suárez                     | 1-0 2-0 3-0 4-0 5-0                 |                                                             | Ter Stegen Semedo, Piqué, Umtiti, Alba Rakitić, Busquets (73' Paulinho), Iniesta (77' Gomes) Messi, L. Suárez, Deulofeu (68' Dembélé)         | 21' Busquets                                                                             |
| 16 september 2017 16:15 Coliseum Alfonso Pérez Getafe        | Getafe CF                                                                 | 1-2                                 | FC Barcelona                                                | Ter Stegen Roberto, Piqué, Umtiti, Alba Rakitić (77' Paulinho), Busquets, Iniesta (46' D. Suárez) Messi, L. Suárez, Dembélé (29' Deulofeu)    | 10' Piqué 53' Deulofeu 66' Alba 73' L. Suárez                                            |
| 16 september 2017 16:15 Coliseum Alfonso Pérez Getafe        | 39' Shibasaki                                                             | 1-0 1-1 1-2                         | 62' D. Suárez 84' Paulinho                                  | Ter Stegen Roberto, Piqué, Umtiti, Alba Rakitić (77' Paulinho), Busquets, Iniesta (46' D. Suárez) Messi, L. Suárez, Dembélé (29' Deulofeu)    | 10' Piqué 53' Deulofeu 66' Alba 73' L. Suárez                                            |
| 19 september 2017 22:00 Camp Nou Barcelona                   | FC Barcelona                                                              | 6-1                                 | SD Eibar                                                    | Ter Stegen Semedo, Piqué, Mascherano, Digne Paulinho, Busquets (65' Rakitić), Iniesta (63' Roberto) Deulofeu (75' Vidal), Messi, D. Suárez    |                                                                                          |
| 19 september 2017 22:00 Camp Nou Barcelona                   | 20' Messi (pen.) 38' Paulinho 53' D. Suárez 59' Messi 62' Messi 87' Messi | 1-0 2-0 3-0 3-1 4-1 5-1 6-1         | 57' Sergi Enrich                                            | Ter Stegen Semedo, Piqué, Mascherano, Digne Paulinho, Busquets (65' Rakitić), Iniesta (63' Roberto) Deulofeu (75' Vidal), Messi, D. Suárez    |                                                                                          |
| 23 september 2017 20:45 Estadi Montilivi Girona              | Girona FC                                                                 | 0-3                                 | FC Barcelona                                                | Ter Stegen Roberto, Mascherano, Umtiti, Alba Vidal (84' Gomes), Paulinho (67' Busquets), Rakitić, Iniesta (80' D. Suárez) Messi, L. Suárez    |                                                                                          |
| 23 september 2017 20:45 Estadi Montilivi Girona              |                                                                           | 0-1 0-2 0-3                         | 17' Aday (own) 48' Iraizoz (own) 69' L. Suárez              | Ter Stegen Roberto, Mascherano, Umtiti, Alba Vidal (84' Gomes), Paulinho (67' Busquets), Rakitić, Iniesta (80' D. Suárez) Messi, L. Suárez    |                                                                                          |
| 1 oktober 2017 16:15 Camp Nou Barcelona                      | FC Barcelona                                                              | 3-0                                 | Las Palmas                                                  | Ter Stegen Roberto, Piqué, Mascherano, Alba Vidal (46' Iniesta)(84' Gomes), Paulinho (46' Rakitić), Busquets, D. Suárez Messi, L. Suárez      | 33' Paulinho 35' Piqué 45' Busquets 45+1' Alba 51' L. Suárez                             |
| 1 oktober 2017 16:15 Camp Nou Barcelona                      | 49' Busquets 70' Messi 77' Messi                                          | 1-0 2-0 3-0                         |                                                             | Ter Stegen Roberto, Piqué, Mascherano, Alba Vidal (46' Iniesta)(84' Gomes), Paulinho (46' Rakitić), Busquets, D. Suárez Messi, L. Suárez      | 33' Paulinho 35' Piqué 45' Busquets 45+1' Alba 51' L. Suárez                             |
| 14 oktober 2017 20:45 Wanda Metropolitano Madrid             | Atlético Madrid                                                           | 1-1                                 | FC Barcelona                                                | Ter Stegen Semedo (61' Roberto), Piqué, Umtiti, Alba Gomes, Rakitić (79' Paulinho), Busquets, Iniesta (61' Deulofeu) Messi, L. Suárez         | 33' Umtiti 45+1' Rakitić                                                                 |
| 14 oktober 2017 20:45 Wanda Metropolitano Madrid             | 21' Saúl                                                                  | 1-0 1-1                             | 81' L. Suárez                                               | Ter Stegen Semedo (61' Roberto), Piqué, Umtiti, Alba Gomes, Rakitić (79' Paulinho), Busquets, Iniesta (61' Deulofeu) Messi, L. Suárez         | 33' Umtiti 45+1' Rakitić                                                                 |
| 21 oktober 2017 20:45 Camp Nou Barcelona                     | FC Barcelona                                                              | 2-0                                 | Málaga CF                                                   | Ter Stegen Roberto, Mascherano, Umtiti, Digne Deulofeu (72' Semedo), Rakitić, Busquets (76' Paulinho), Iniesta Messi, L. Suárez (83' Alcácer) | 74' Umtiti                                                                               |
| 21 oktober 2017 20:45 Camp Nou Barcelona                     | 2' Deulofeu 56' Iniesta                                                   | 1-0 2-0                             |                                                             | Ter Stegen Roberto, Mascherano, Umtiti, Digne Deulofeu (72' Semedo), Rakitić, Busquets (76' Paulinho), Iniesta Messi, L. Suárez (83' Alcácer) | 74' Umtiti                                                                               |
| 28 oktober 2017 20:45 San Mamés Bilbao                       | Athletic Bilbao                                                           | 0-2                                 | FC Barcelona                                                | Ter Stegen Roberto, Piqué, Umtiti, Alba Paulinho, Busquets, Rakitić, Gomes (83' Semedo) Messi, L. Suárez                                      | 47' Busquets 63' Piqué 75' Paulinho 81' Umtiti                                           |
| 28 oktober 2017 20:45 San Mamés Bilbao                       |                                                                           | 0-1 0-2                             | 36' Messi 90+2' Paulinho                                    | Ter Stegen Roberto, Piqué, Umtiti, Alba Paulinho, Busquets, Rakitić, Gomes (83' Semedo) Messi, L. Suárez                                      | 47' Busquets 63' Piqué 75' Paulinho 81' Umtiti                                           |
| 4 november 2017 20:45 Camp Nou Barcelona                     | FC Barcelona                                                              | 2-1                                 | Sevilla FC                                                  | Ter Stegen Semedo, Piqué, Umtiti, Alba Rakitić (90' Mascherano), Busquets, Messi, Iniesta (60' Paulinho) Alcácer (66' Deulofeu), L. Suárez    | 90+4' Messi                                                                              |
| 4 november 2017 20:45 Camp Nou Barcelona                     | 23' Alcácer 65' Alcácer                                                   | 1-0 1-1 2-1                         | 59' Pizarro                                                 | Ter Stegen Semedo, Piqué, Umtiti, Alba Rakitić (90' Mascherano), Busquets, Messi, Iniesta (60' Paulinho) Alcácer (66' Deulofeu), L. Suárez    | 90+4' Messi                                                                              |
| 18 november 2017 16:15 Butarque Leganés                      | CD Leganés                                                                | 0-3                                 | FC Barcelona                                                | Ter Stegen Semedo (59' Vidal), Piqué, Umtiti, Alba Alcácer (82' D. Suárez), Rakitić, Busquets, Iniesta (59' Paulinho) Messi, L. Suárez        | 29' Piqué 53' L. Suárez                                                                  |
| 18 november 2017 16:15 Butarque Leganés                      |                                                                           | 0-1 0-2 0-3                         | 28' L. Suárez 60' L. Suárez 90' Paulinho                    | Ter Stegen Semedo (59' Vidal), Piqué, Umtiti, Alba Alcácer (82' D. Suárez), Rakitić, Busquets, Iniesta (59' Paulinho) Messi, L. Suárez        | 29' Piqué 53' L. Suárez                                                                  |
| 26 november 2017 20:45 Estadio Mestalla Valencia             | Valencia CF                                                               | 1-1                                 | FC Barcelona                                                | Ter Stegen Semedo (80' Vidal), Umtiti, Vermaelen, Alba Rakitić (68' Deulofeu), Busquets, Paulinho, Iniesta (72' D. Suárez) Messi, L. Suárez   |                                                                                          |
| 26 november 2017 20:45 Estadio Mestalla Valencia             | 60' Rodrigo                                                               | 1-0 1-1                             | 82' Alba                                                    | Ter Stegen Semedo (80' Vidal), Umtiti, Vermaelen, Alba Rakitić (68' Deulofeu), Busquets, Paulinho, Iniesta (72' D. Suárez) Messi, L. Suárez   |                                                                                          |
| 2 december 2017 13:00 Camp Nou Barcelona                     | FC Barcelona                                                              | 2-2                                 | Celta de Vigo                                               | Ter Stegen Roberto, Piqué, Umtiti (72' Vermaelen), Alba Rakitić (79' Alcácer), Busquets, Paulinho, Iniesta (53' D. Suárez) Messi, L. Suárez   | 1' L. Suárez 83' Vermaelen 90+6' Piqué                                                   |
| 2 december 2017 13:00 Camp Nou Barcelona                     | 22' Messi 62' L. Suárez                                                   | 0-1 1-1 2-1 2-2                     | 20' Aspas 70' Gómez                                         | Ter Stegen Roberto, Piqué, Umtiti (72' Vermaelen), Alba Rakitić (79' Alcácer), Busquets, Paulinho, Iniesta (53' D. Suárez) Messi, L. Suárez   | 1' L. Suárez 83' Vermaelen 90+6' Piqué                                                   |
| 10 december 2017 20:45 Estadio de la Cerámica Villarreal     | Villarreal CF                                                             | 0-2                                 | FC Barcelona                                                | Ter Stegen Roberto, Piqué, Vermaelen, Alba Rakitić, Busquets (86' Gomes), Paulinho (68' Vidal), D. Suárez (58' Alcácer) Messi, L. Suárez      | 45' Busquets                                                                             |
| 10 december 2017 20:45 Estadio de la Cerámica Villarreal     |                                                                           | 0-1 0-2                             | 72' L. Suárez 83' Messi                                     | Ter Stegen Roberto, Piqué, Vermaelen, Alba Rakitić, Busquets (86' Gomes), Paulinho (68' Vidal), D. Suárez (58' Alcácer) Messi, L. Suárez      | 45' Busquets                                                                             |
| 17 december 2017 20:45 Camp Nou Barcelona                    | FC Barcelona                                                              | 4-0                                 | Deportivo La Coruña                                         | Ter Stegen Roberto, Piqué, Vermaelen, Alba (81' Digne) Rakitić, Paulinho, Iniesta (56' Gomes), Alcácer (23' Vidal) Messi, L. Suárez           |                                                                                          |
| 17 december 2017 20:45 Camp Nou Barcelona                    | 29' L. Suárez 41' Paulinho 47' L. Suárez 75' Paulinho                     | 1-0 2-0 3-0 4-0                     |                                                             | Ter Stegen Roberto, Piqué, Vermaelen, Alba (81' Digne) Rakitić, Paulinho, Iniesta (56' Gomes), Alcácer (23' Vidal) Messi, L. Suárez           |                                                                                          |
| 23 december 2017 13:00 Estadio Santiago Bernabéu Madrid      | Real Madrid                                                               | 0-3                                 | FC Barcelona                                                | Ter Stegen Roberto (90+1' Vidal), Piqué, Vermaelen, Alba Paulinho (84' Gomes), Rakitić, Busquets, Iniesta (77' Semedo) Messi, L. Suárez       | 18' Vermaelen 88' Busquets                                                               |
| 23 december 2017 13:00 Estadio Santiago Bernabéu Madrid      |                                                                           | 0-1 0-2 0-3                         | 54' L. Suárez 64' Messi (pen.) 90+3' Vidal                  | Ter Stegen Roberto (90+1' Vidal), Piqué, Vermaelen, Alba Paulinho (84' Gomes), Rakitić, Busquets, Iniesta (77' Semedo) Messi, L. Suárez       | 18' Vermaelen 88' Busquets                                                               |
| 7 januari 2018 16:15 Camp Nou Barcelona                      | FC Barcelona                                                              | 3-0                                 | Levante UD                                                  | Ter Stegen Roberto (85' Arnáiz), Mascherano, Vermaelen, Alba Paulinho, Rakitić, Iniesta (76' Gomes) Messi, L. Suárez, Dembélé (67' Semedo)    |                                                                                          |
| 7 januari 2018 16:15 Camp Nou Barcelona                      | 12' Messi 38' L. Suárez 90+3' Paulinho                                    | 1-0 2-0 3-0                         |                                                             | Ter Stegen Roberto (85' Arnáiz), Mascherano, Vermaelen, Alba Paulinho, Rakitić, Iniesta (76' Gomes) Messi, L. Suárez, Dembélé (67' Semedo)    |                                                                                          |
| 14 januari 2018 20:45 Estadio Anoeta San Sebastián           | Real Sociedad                                                             | 2-4                                 | FC Barcelona                                                | Ter Stegen Roberto, Piqué, Vermaelen, Alba Paulinho (65' Dembélé), Rakitić, Busquets, Gomes (80' Digne) Messi, L. Suárez (90' D. Suárez)      | 60' Roberto 90+2' Piqué                                                                  |
| 14 januari 2018 20:45 Estadio Anoeta San Sebastián           | 11' Willian José 34' Juanmi                                               | 1-0 2-0 2-1 2-2 2-3 2-4             | 39' Paulinho 50' L. Suárez 71' L. Suárez 85' Messi          | Ter Stegen Roberto, Piqué, Vermaelen, Alba Paulinho (65' Dembélé), Rakitić, Busquets, Gomes (80' Digne) Messi, L. Suárez (90' D. Suárez)      | 60' Roberto 90+2' Piqué                                                                  |
| Terugronde                                                   |                                                                           |                                     |                                                             | |                                                                                          |
| 21 januari 2018 20:45 Estadio Benito Villamarín Sevilla      | Real Betis                                                                | 0-5                                 | FC Barcelona                                                | Ter Stegen Semedo, Piqué, Vermaelen (43' Umtiti), Alba Roberto, Busquets (81' Deulofeu), Rakitić, Gomes (65' Paulinho) Messi, L. Suárez       | 21' Gomes 67' L. Suárez                                                                  |
| 21 januari 2018 20:45 Estadio Benito Villamarín Sevilla      |                                                                           | 0-1 0-2 0-3 0-4 0-5                 | 59' Rakitić 64' Messi 69' L. Suárez 80' Messi 89' L. Suárez | Ter Stegen Semedo, Piqué, Vermaelen (43' Umtiti), Alba Roberto, Busquets (81' Deulofeu), Rakitić, Gomes (65' Paulinho) Messi, L. Suárez       | 21' Gomes 67' L. Suárez                                                                  |
| 28 januari 2018 20:45 Camp Nou Barcelona                     | FC Barcelona                                                              | 2-1                                 | Deportivo Alavés                                            | Ter Stegen Semedo (52' Roberto), Piqué, Umtiti, Digne (52' Alba) Coutinho (66' Alcácer), Paulinho, Rakitić, Iniesta Messi, L. Suárez          |                                                                                          |
| 28 januari 2018 20:45 Camp Nou Barcelona                     | 72' L. Suárez 84' Messi                                                   | 0-1 1-1 2-1                         | 23' Guidetti                                                | Ter Stegen Semedo (52' Roberto), Piqué, Umtiti, Digne (52' Alba) Coutinho (66' Alcácer), Paulinho, Rakitić, Iniesta Messi, L. Suárez          |                                                                                          |
| 4 februari 2018 16:15 Estadi Cornellà-El Prat Barcelona      | Espanyol                                                                  | 1-1                                 | FC Barcelona                                                | Ter Stegen Semedo (59' Roberto), Piqué, Umtiti, Digne (75' Alba) Paulinho, Busquets, Iniesta Alcácer (59' Messi), L. Suárez, Coutinho         | 29' Busquets 52' Umtiti 86' Alba                                                         |
| 4 februari 2018 16:15 Estadi Cornellà-El Prat Barcelona      | 66' Moreno                                                                | 1-0 1-1                             | 82' Piqué                                                   | Ter Stegen Semedo (59' Roberto), Piqué, Umtiti, Digne (75' Alba) Paulinho, Busquets, Iniesta Alcácer (59' Messi), L. Suárez, Coutinho         | 29' Busquets 52' Umtiti 86' Alba                                                         |
| 11 februari 2018 16:15 Camp Nou Barcelona                    | FC Barcelona                                                              | 0-0                                 | Getafe CF                                                   | Ter Stegen Roberto, Mina, Digne, Alba Alcácer (63' Dembélé), Rakitić, Busquets (82' Paulinho), Coutinho (62' Iniesta) Messi, L. Suárez        | 54' Busquets 90+3' Mina                                                                  |
| 11 februari 2018 16:15 Camp Nou Barcelona                    |                                                                           |                                     |                                                             | Ter Stegen Roberto, Mina, Digne, Alba Alcácer (63' Dembélé), Rakitić, Busquets (82' Paulinho), Coutinho (62' Iniesta) Messi, L. Suárez        | 54' Busquets 90+3' Mina                                                                  |
| 17 februari 2018 16:15 Estadio Municipal de Ipurua Eibar     | SD Eibar                                                                  | 0-2                                 | FC Barcelona                                                | Ter Stegen Roberto (90' Semedo), Piqué, Umtiti, Alba Rakitić, Paulinho (74' Vidal), Busquets, Iniesta (63' Coutinho) Messi, L. Suárez         | 48' Iniesta                                                                              |
| 17 februari 2018 16:15 Estadio Municipal de Ipurua Eibar     |                                                                           | 0-1 0-2                             | 16' L. Suárez 88' Alba                                      | Ter Stegen Roberto (90' Semedo), Piqué, Umtiti, Alba Rakitić, Paulinho (74' Vidal), Busquets, Iniesta (63' Coutinho) Messi, L. Suárez         | 48' Iniesta                                                                              |
| 24 februari 2018 20:45 Camp Nou Barcelona                    | FC Barcelona                                                              | 6-1                                 | Girona FC                                                   | Ter Stegen Semedo, Piqué (64' Vermaelen), Umtiti, Alba Dembélé, Rakitić (77' Roberto), Busquets (69' Paulinho), Coutinho Messi, L. Suárez     | 87' Alba                                                                                 |
| 24 februari 2018 20:45 Camp Nou Barcelona                    | 5' L. Suárez 30' Messi 36' Messi 44' L. Suárez 66' Coutinho 76' L. Suárez | 0-1 1-1 2-1 3-1 4-1 5-1 6-1         | 3' Portu                                                    | Ter Stegen Semedo, Piqué (64' Vermaelen), Umtiti, Alba Dembélé, Rakitić (77' Roberto), Busquets (69' Paulinho), Coutinho Messi, L. Suárez     | 87' Alba                                                                                 |
| 1 maart 2018 21:00 Estadio de Gran Canaria Las Palmas        | Las Palmas                                                                | 1-1                                 | FC Barcelona                                                | Ter Stegen Roberto, Umtiti, Vermaelen, Digne Vidal (57' Coutinho), Paulinho (63' Rakitić), Busquets, Iniesta (75' Dembélé) Messi, L. Suárez   | 24' Digne 41' Roberto 52' Umtiti                                                         |
| 1 maart 2018 21:00 Estadio de Gran Canaria Las Palmas        | 48' Calleri (pen.)                                                        | 0-1 1-1                             | 21' Messi                                                   | Ter Stegen Roberto, Umtiti, Vermaelen, Digne Vidal (57' Coutinho), Paulinho (63' Rakitić), Busquets, Iniesta (75' Dembélé) Messi, L. Suárez   | 24' Digne 41' Roberto 52' Umtiti                                                         |
| 4 maart 2018 16:15 Camp Nou Barcelona                        | FC Barcelona                                                              | 1-0                                 | Atlético Madrid                                             | Ter Stegen Roberto, Piqué, Umtiti, Alba Coutinho (84' Paulinho), Rakitić, Busquets, Iniesta (36' Gomes) Messi, L. Suárez                      | 30' Messi 69' Rakitić                                                                    |
| 4 maart 2018 16:15 Camp Nou Barcelona                        | 26' Messi                                                                 | 1-0                                 |                                                             | Ter Stegen Roberto, Piqué, Umtiti, Alba Coutinho (84' Paulinho), Rakitić, Busquets, Iniesta (36' Gomes) Messi, L. Suárez                      | 30' Messi 69' Rakitić                                                                    |
| 10 maart 2018 20:45 Estadio La Rosaleda Málaga               | Málaga CF                                                                 | 0-2                                 | FC Barcelona                                                | Ter Stegen Roberto (74' Gomes), Piqué, Umtiti, Alba (77' Digne) Rakitić, Busquets, Paulinho Dembélé (85' Vidal), L. Suárez, Coutinho          | 84' L. Suárez                                                                            |
| 10 maart 2018 20:45 Estadio La Rosaleda Málaga               |                                                                           | 0-1 0-2                             | 15' L. Suárez 28' Coutinho                                  | Ter Stegen Roberto (74' Gomes), Piqué, Umtiti, Alba (77' Digne) Rakitić, Busquets, Paulinho Dembélé (85' Vidal), L. Suárez, Coutinho          | 84' L. Suárez                                                                            |
| 18 maart 2018 16:15 Camp Nou Barcelona                       | FC Barcelona                                                              | 2-0                                 | Athletic Bilbao                                             | Ter Stegen Roberto, Piqué, Umtiti, Alba Dembélé (64' Iniesta), Paulinho, Rakitić, Coutinho (85' Gomes) Messi, Alcácer (74' Vidal)             | 17' Umtiti 39' Dembélé                                                                   |
| 18 maart 2018 16:15 Camp Nou Barcelona                       | 8' Alcácer 30' Messi                                                      | 1-0 2-0                             |                                                             | Ter Stegen Roberto, Piqué, Umtiti, Alba Dembélé (64' Iniesta), Paulinho, Rakitić, Coutinho (85' Gomes) Messi, Alcácer (74' Vidal)             | 17' Umtiti 39' Dembélé                                                                   |
| 31 maart 2018 20:45 Estadio Ramón Sánchez Pizjuán Sevilla    | Sevilla FC                                                                | 2-2                                 | FC Barcelona                                                | Ter Stegen Roberto, Piqué, Umtiti, Alba Paulinho (77' D. Suárez), Rakitić, Iniesta (81' Alcácer) Dembélé (58' Messi), L. Suárez, Coutinho     |                                                                                          |
| 31 maart 2018 20:45 Estadio Ramón Sánchez Pizjuán Sevilla    | 36' Vázquez 50' Muriel                                                    | 1-0 1-1 2-1 2-2                     | 88' L. Suárez 89' Messi                                     | Ter Stegen Roberto, Piqué, Umtiti, Alba Paulinho (77' D. Suárez), Rakitić, Iniesta (81' Alcácer) Dembélé (58' Messi), L. Suárez, Coutinho     |                                                                                          |
| 7 april 2018 20:45 Camp Nou Barcelona                        | FC Barcelona                                                              | 3-1                                 | CD Leganés                                                  | Ter Stegen Semedo, Piqué, Vermaelen, Roberto (74' Alba) Dembélé (88' D. Suárez), Rakitić, Gomes, Coutinho (81' Iniesta) Messi, L. Suárez      | 78' Coutinho 84' Alba                                                                    |
| 7 april 2018 20:45 Camp Nou Barcelona                        | 27' Messi 32' Messi 87' Messi                                             | 1-0 2-0 2-1 3-1                     | 68' El Zhar                                                 | Ter Stegen Semedo, Piqué, Vermaelen, Roberto (74' Alba) Dembélé (88' D. Suárez), Rakitić, Gomes, Coutinho (81' Iniesta) Messi, L. Suárez      | 78' Coutinho 84' Alba                                                                    |
| 14 april 2018 16:15 Camp Nou Barcelona                       | FC Barcelona                                                              | 2-1                                 | Valencia CF                                                 | Ter Stegen Roberto (90+3' Semedo), Piqué, Umtiti, Alba Coutinho (79' Dembélé), Busquets, Paulinho, Iniesta (84' D. Suárez) Messi, L. Suárez   | 7' Piqué 86' Dembélé                                                                     |
| 14 april 2018 16:15 Camp Nou Barcelona                       | 15' L. Suárez 51' Umtiti                                                  | 1-0 2-0 2-1                         | 87' Parejo (pen.)                                           | Ter Stegen Roberto (90+3' Semedo), Piqué, Umtiti, Alba Coutinho (79' Dembélé), Busquets, Paulinho, Iniesta (84' D. Suárez) Messi, L. Suárez   | 7' Piqué 86' Dembélé                                                                     |
| 17 april 2018 21:00 Estadio Balaídos Vigo                    | Celta de Vigo                                                             | 2-2                                 | FC Barcelona                                                | Ter Stegen Semedo, Mina, Vermaelen, Digne Gomes (60' Roberto), Paulinho, D. Suárez Dembélé (78' Vidal), Alcácer, Coutinho (60' Messi)         | 71' Roberto                                                                              |
| 17 april 2018 21:00 Estadio Balaídos Vigo                    | 45' Castro 82' Aspas                                                      | 0-1 1-1 1-2 2-2                     | 36' Dembélé 64' Alcácer                                     | Ter Stegen Semedo, Mina, Vermaelen, Digne Gomes (60' Roberto), Paulinho, D. Suárez Dembélé (78' Vidal), Alcácer, Coutinho (60' Messi)         | 71' Roberto                                                                              |
| 29 april 2018 20:45 Estadio Municipal de Riazor La Coruña    | Deportivo La Coruña                                                       | 2-4                                 | FC Barcelona                                                | Ter Stegen Semedo, Piqué, Umtiti, Alba Dembélé (68' D. Suárez), Rakitić (87' Iniesta), Busquets, Coutinho (74' Paulinho) Messi, L. Suárez     | 58' Semedo                                                                               |
| 29 april 2018 20:45 Estadio Municipal de Riazor La Coruña    | 40' Pérez 64' Çolak                                                       | 0-1 0-2 1-2 2-2 2-3 2-4             | 7' Coutinho 38' Messi 82' Messi 85' Messi                   | Ter Stegen Semedo, Piqué, Umtiti, Alba Dembélé (68' D. Suárez), Rakitić (87' Iniesta), Busquets, Coutinho (74' Paulinho) Messi, L. Suárez     | 58' Semedo                                                                               |
| 6 mei 2018 20:45 Camp Nou Barcelona                          | FC Barcelona                                                              | 2-2                                 | Real Madrid                                                 | Ter Stegen Roberto, Piqué, Umtiti, Alba Coutinho (46' Semedo), Rakitić, Busquets, Iniesta (58' Paulinho) Messi, L. Suárez (90+2' Alcácer)     | 44' L. Suárez 45+3' Roberto 85' Rakitić                                                  |
| 6 mei 2018 20:45 Camp Nou Barcelona                          | 10' L. Suárez 52' Messi                                                   | 1-0 1-1 2-1 2-2                     | 14' Ronaldo 72' Bale                                        | Ter Stegen Roberto, Piqué, Umtiti, Alba Coutinho (46' Semedo), Rakitić, Busquets, Iniesta (58' Paulinho) Messi, L. Suárez (90+2' Alcácer)     | 44' L. Suárez 45+3' Roberto 85' Rakitić                                                  |
| 9 mei 2018 20:00 Camp Nou Barcelona                          | FC Barcelona                                                              | 5-1                                 | Villarreal CF                                               | Cillessen Semedo, Piqué (80' Mina), Vermaelen, Digne Paulinho, Busquets (65' Rakitić), Iniesta (61' L. Suárez) Dembélé, Messi, Coutinho       |                                                                                          |
| 9 mei 2018 20:00 Camp Nou Barcelona                          | 11' Coutinho 16' Paulinho 45' Messi 87' Dembélé 90+3' Dembélé             | 1-0 2-0 3-0 3-1 4-1 5-1             | 54' Sansone                                                 | Cillessen Semedo, Piqué (80' Mina), Vermaelen, Digne Paulinho, Busquets (65' Rakitić), Iniesta (61' L. Suárez) Dembélé, Messi, Coutinho       |                                                                                          |
| 13 mei 2018 20:45 Estadi Ciutat de València Valencia         | Levante UD                                                                | 5-4                                 | FC Barcelona                                                | Ter Stegen Semedo, Mina, Vermaelen (31' Piqué), Alba Rakitić, Busquets, Iniesta (60' D. Suárez) Dembélé (60' Alcácer), L. Súarez, Coutinho    | 20' Vermaelen 65' Busquets 88' L. Suárez 89' D. Suárez 90+3' Piqué 90+4' Mina 90+5' Alba |
| 13 mei 2018 20:45 Estadi Ciutat de València Valencia         | 9' Boateng 30' Boateng 46' Bardhi 49' Boateng 56' Bardhi                  | 1-0 2-0 2-1 3-1 4-1 5-1 5-2 5-3 5-4 | 38' Coutinho 59' Coutinho 64' Coutinho 71' L. Suárez (pen.) | Ter Stegen Semedo, Mina, Vermaelen (31' Piqué), Alba Rakitić, Busquets, Iniesta (60' D. Suárez) Dembélé (60' Alcácer), L. Súarez, Coutinho    | 20' Vermaelen 65' Busquets 88' L. Suárez 89' D. Suárez 90+3' Piqué 90+4' Mina 90+5' Alba |
| 20 mei 2018 20:45 Camp Nou Barcelona                         | FC Barcelona                                                              | 1-0                                 | Real Sociedad                                               | Ter Stegen Semedo, Piqué, Mina, Alba Rakitić, Busquets, Iniesta (82' Alcácer) Dembélé (53' D. Suárez), L. Súarez, Coutinho (67' Messi)        | 43' L. Súarez 72' Alba 75' Rakitić                                                       |
| 20 mei 2018 20:45 Camp Nou Barcelona                         | 57' Coutinho                                                              | 1-0                                 |                                                             | Ter Stegen Semedo, Piqué, Mina, Alba Rakitić, Busquets, Iniesta (82' Alcácer) Dembélé (53' D. Suárez), L. Súarez, Coutinho (67' Messi)        | 43' L. Súarez 72' Alba 75' Rakitić                                                       |

### Overzicht
| Speeldag  | 1 | 2 | 3 | 4  | 5  | 6  | 7  | 8  | 9  | 10 | 11 | 12 | 13 | 14 | 15 | 16 | 17 | 18 | 19 | 20 | 21 | 22 | 23 | 24 | 25 | 26 | 27 | 28 | 29 | 30 | 31 | 32 | 33 | 34 | 35 | 36 | 37 | 38 |
| --------- | - | - | - | -- | -- | -- | -- | -- | -- | -- | -- | -- | -- | -- | -- | -- | -- | -- | -- | -- | -- | -- | -- | -- | -- | -- | -- | -- | -- | -- | -- | -- | -- | -- | -- | -- | -- | -- |
| Resultaat | w | w | w | w  | w  | w  | w  | g  | w  | w  | w  | w  | g  | g  | w  | w  | w  | w  | w  | w  | w  | g  | g  | w  | w  | g  | w  | w  | w  | g  | w  | w  | g  | w  | g  | w  | v  | w  |
| Punten    | 3 | 6 | 9 | 12 | 15 | 18 | 21 | 22 | 25 | 28 | 31 | 34 | 35 | 36 | 39 | 42 | 45 | 48 | 51 | 54 | 57 | 58 | 59 | 62 | 65 | 66 | 69 | 72 | 75 | 76 | 79 | 82 | 83 | 86 | 87 | 90 | 90 | 93 |
| Positie   | 2 | 2 | 1 | 1  | 1  | 1  | 1  | 1  | 1  | 1  | 1  | 1  | 1  | 1  | 1  | 1  | 1  | 1  | 1  | 1  | 1  | 1  | 1  | 1  | 1  | 1  | 1  | 1  | 1  | 1  | 1  | 1  | 1  | 1  | 1  | 1  | 1  | 1  |

## Copa del Rey
| Copa del Rey                                            |                                                          |                     |                                                                       | |                                                                |
| Wedstrijddetails                                        | Thuisploeg                                               | Uitslag             | Uitploeg                                                              | Opstelling | Kaarten                                                        |
| 1/16 finale                                             |                                                          |                     |                                                                       | |                                                                |
| 24 oktober 2017 21:30 Estadio Nueva Condomina Murcia    | Real Murcia (III)                                        | 0-3                 | FC Barcelona                                                          | Cillessen Semedo, Mascherano, Vermaelen, Digne (83' Cucurella) Aleñà (76' Roberto), Gomes, D. Suárez Deulofeu (76' Rakitić), Alcácer, Arnáiz |                                                                |
| 24 oktober 2017 21:30 Estadio Nueva Condomina Murcia    |                                                          | 0-1 0-2 0-3         | 44' Alcácer 52' Deulofeu 56' Arnáiz                                   | Cillessen Semedo, Mascherano, Vermaelen, Digne (83' Cucurella) Aleñà (76' Roberto), Gomes, D. Suárez Deulofeu (76' Rakitić), Alcácer, Arnáiz |                                                                |
| 29 november 2017 19:30 Camp Nou Barcelona               | FC Barcelona                                             | 5-0                 | Real Murcia (III)                                                     | Cillessen Semedo (63' Arnáiz), Piqué (57' Costas), Vermaelen, Digne D. Suárez, O. Busquets (62' Roberto), Aleñà Vidal, Alcácer, Deulofeu     |                                                                |
| 29 november 2017 19:30 Camp Nou Barcelona               | 16' Alcácer 56' Piqué 60' Vidal 74' D. Suárez 79' Arnáiz | 1-0 2-0 3-0 4-0 5-0 |                                                                       | Cillessen Semedo (63' Arnáiz), Piqué (57' Costas), Vermaelen, Digne D. Suárez, O. Busquets (62' Roberto), Aleñà Vidal, Alcácer, Deulofeu     |                                                                |
| 1/8 finale                                              |                                                          |                     |                                                                       | |                                                                |
| 4 januari 2018 19:00 Estadio Balaídos Vigo              | Celta de Vigo                                            | 1-1                 | FC Barcelona                                                          | Cillessen Semedo, Piqué, Vermaelen, Digne Paulinho (71' Rakitić), Busquets, Gomes Vidal (76' Roberto), Arnáiz (72' Dembélé), D. Suárez       | 64' Gomes                                                      |
| 4 januari 2018 19:00 Estadio Balaídos Vigo              | 31' Sisto                                                | 0-1 1-1             | 15' Arnáiz                                                            | Cillessen Semedo, Piqué, Vermaelen, Digne Paulinho (71' Rakitić), Busquets, Gomes Vidal (76' Roberto), Arnáiz (72' Dembélé), D. Suárez       | 64' Gomes                                                      |
| 11 januari 2018 21:30 Camp Nou Barcelona                | FC Barcelona                                             | 5-0                 | Celta de Vigo                                                         | Cillessen Semedo, Piqué (46' Vermaelen), Mascherano, Alba Gomes, Rakitić, Busquets, Iniesta (63' Arnáiz) Messi (59' Dembélé), L. Suárez      |                                                                |
| 11 januari 2018 21:30 Camp Nou Barcelona                | 13' Messi 15' Messi 28' Alba 31' L. Suárez 87' Rakitić   | 1-0 2-0 3-0 4-0 5-0 |                                                                       | Cillessen Semedo, Piqué (46' Vermaelen), Mascherano, Alba Gomes, Rakitić, Busquets, Iniesta (63' Arnáiz) Messi (59' Dembélé), L. Suárez      |                                                                |
| Kwartfinale                                             |                                                          |                     |                                                                       | |                                                                |
| 17 januari 2018 21:00 Estadi Cornellà-El Prat Barcelona | Espanyol                                                 | 1-0                 | FC Barcelona                                                          | Cillessen Roberto, Piqué, Vermaelen, Digne Paulinho (54' Rakitić), Busquets, Aleñà (59' L. Suárez) Vidal, Messi, D. Suárez (78' Rafinha)     | 45+1' Aleñà 55' Alba 82' Rakitić 84' Vermaelen 90+1' L. Suárez |
| 17 januari 2018 21:00 Estadi Cornellà-El Prat Barcelona | 88' Melendo                                              | 1-0                 |                                                                       | Cillessen Roberto, Piqué, Vermaelen, Digne Paulinho (54' Rakitić), Busquets, Aleñà (59' L. Suárez) Vidal, Messi, D. Suárez (78' Rafinha)     | 45+1' Aleñà 55' Alba 82' Rakitić 84' Vermaelen 90+1' L. Suárez |
| 25 januari 2018 21:30 Camp Nou Barcelona                | FC Barcelona                                             | 2-0                 | Espanyol                                                              | Cillessen Roberto, Piqué, Umtiti, Alba Vidal (63' Paulinho), Rakitić (90+3' Gomes), Busquets, Iniesta (68' Coutinho) Messi, L. Suárez        | 8' L. Suárez 27' Messi 38' Alba 82' Paulinho                   |
| 25 januari 2018 21:30 Camp Nou Barcelona                | 9' L. Suárez 25' Messi                                   | 1-0 2-0             |                                                                       | Cillessen Roberto, Piqué, Umtiti, Alba Vidal (63' Paulinho), Rakitić (90+3' Gomes), Busquets, Iniesta (68' Coutinho) Messi, L. Suárez        | 8' L. Suárez 27' Messi 38' Alba 82' Paulinho                   |
| Halve finale                                            |                                                          |                     |                                                                       | |                                                                |
| 1 februari 2018 21:30 Camp Nou Barcelona                | FC Barcelona                                             | 1-0                 | Valencia CF                                                           | Cillessen Roberto, Piqué, Umtiti, Alba Vidal (58' Coutinho), Rakitić (68' Paulinho), Busquets, Iniesta (73' Alcácer) Messi, L. Suárez        | 35' Roberto                                                    |
| 1 februari 2018 21:30 Camp Nou Barcelona                | 67' L. Suárez                                            | 1-0                 |                                                                       | Cillessen Roberto, Piqué, Umtiti, Alba Vidal (58' Coutinho), Rakitić (68' Paulinho), Busquets, Iniesta (73' Alcácer) Messi, L. Suárez        | 35' Roberto                                                    |
| 8 februari 2018 21:30 Estadio Mestalla Valencia         | Valencia CF                                              | 0-2                 | FC Barcelona                                                          | Cillessen Roberto, Piqué (83' Mina), Umtiti, Alba Gomes (46' Coutinho), Rakitić, Busquets, Iniesta (65' Paulinho) Messi, L. Suárez           |                                                                |
| 8 februari 2018 21:30 Estadio Mestalla Valencia         |                                                          | 0-1 0-2             | 49' Coutinho 82' Rakitić                                              | Cillessen Roberto, Piqué (83' Mina), Umtiti, Alba Gomes (46' Coutinho), Rakitić, Busquets, Iniesta (65' Paulinho) Messi, L. Suárez           |                                                                |
| Finale                                                  |                                                          |                     |                                                                       | |                                                                |
| 21 april 2018 21:30 Wanda Metropolitano Madrid          | Sevilla FC                                               | 0-5                 | FC Barcelona                                                          | Cillessen Roberto, Piqué, Umtiti, Alba Coutinho (82' Dembélé), Rakitić, Busquets, Iniesta (88' D. Suárez) (76' Paulinho) Messi, L. Suárez    | 67' Iniesta 74' Busquets                                       |
| 21 april 2018 21:30 Wanda Metropolitano Madrid          |                                                          | 0-1 0-2 0-3 0-4 0-5 | 14' L. Suárez 31' Messi 40' L. Suárez 52' Iniesta 69' Coutinho (pen.) | Cillessen Roberto, Piqué, Umtiti, Alba Coutinho (82' Dembélé), Rakitić, Busquets, Iniesta (88' D. Suárez) (76' Paulinho) Messi, L. Suárez    | 67' Iniesta 74' Busquets                                       |

## UEFA Champions League
| UEFA Champions League                                     |                                                              |                     |                   | |                                        |
| Wedstrijddetails                                          | Thuisploeg                                                   | Uitslag             | Uitploeg          | Opstelling | Kaarten                                |
| Groepsfase                                                |                                                              |                     |                   | |                                        |
| 12 september 2017 20:45 Camp Nou Barcelona                | FC Barcelona                                                 | 3-0                 | Juventus          | Ter Stegen Semedo, Piqué, Umtiti, Alba Rakitić (77' Paulinho), Busquets, Iniesta (83' Gomes) Messi, L. Suárez, Dembélé (71' Roberto)           | 35' Semedo 54' Messi                   |
| 12 september 2017 20:45 Camp Nou Barcelona                | 45' Messi 56' Rakitić 69' Messi                              | 1-0 2-0 3-0         |                   | Ter Stegen Semedo, Piqué, Umtiti, Alba Rakitić (77' Paulinho), Busquets, Iniesta (83' Gomes) Messi, L. Suárez, Dembélé (71' Roberto)           | 35' Semedo 54' Messi                   |
| 27 september 2017 20:45 Estádio José Alvalade Lissabon    | Sporting Lissabon                                            | 0-1                 | FC Barcelona      | Ter Stegen Semedo, Piqué, Umtiti, Alba Roberto (87' Gomes), Rakitić, Busquets, Iniesta (80' Paulinho) Messi, L. Suárez (89' Vidal)             | 69' Semedo 90+2' Vidal                 |
| 27 september 2017 20:45 Estádio José Alvalade Lissabon    |                                                              | 0-1                 | 49' Coates (own)  | Ter Stegen Semedo, Piqué, Umtiti, Alba Roberto (87' Gomes), Rakitić, Busquets, Iniesta (80' Paulinho) Messi, L. Suárez (89' Vidal)             | 69' Semedo 90+2' Vidal                 |
| 18 oktober 2017 20:45 Camp Nou Barcelona                  | FC Barcelona                                                 | 3-1                 | Olympiakos        | Ter Stegen Roberto, Piqué, Umtiti, Digne Paulinho, Busquets (80' Gomes), Iniesta (67' Rakitić) Messi, L. Suárez, Deulofeu (46' Mascherano)     | 11' Piqué 42' Piqué                    |
| 18 oktober 2017 20:45 Camp Nou Barcelona                  | 18' Nikolaou (own) 61' Messi 64' Digne                       | 1-0 2-0 3-0 3-1     | 89' Nikolaou      | Ter Stegen Roberto, Piqué, Umtiti, Digne Paulinho, Busquets (80' Gomes), Iniesta (67' Rakitić) Messi, L. Suárez, Deulofeu (46' Mascherano)     | 11' Piqué 42' Piqué                    |
| 31 oktober 2017 20:45 Georgios Karaiskákisstadion Piraeus | Olympiakos                                                   | 0-0                 | FC Barcelona      | Ter Stegen Semedo, Mascherano, Umtiti, Alba Roberto (45+1' Deulofeu), Paulinho (62' Rakitić), Busquets, D. Suárez (75' Gomes) Messi, L. Suárez | 42' Roberto 77' Gomes                  |
| 31 oktober 2017 20:45 Georgios Karaiskákisstadion Piraeus |                                                              |                     |                   | Ter Stegen Semedo, Mascherano, Umtiti, Alba Roberto (45+1' Deulofeu), Paulinho (62' Rakitić), Busquets, D. Suárez (75' Gomes) Messi, L. Suárez | 42' Roberto 77' Gomes                  |
| 22 november 2017 20:45 Juventus Stadium Turijn            | Juventus                                                     | 0-0                 | FC Barcelona      | Ter Stegen Semedo, Piqué, Umtiti, Digne Rakitić, Paulinho, Busquets, Iniesta (82' Alba) Deulofeu (56' Messi), L. Suárez                        | 30' Paulino 87' Digne 90+1' Piqué      |
| 22 november 2017 20:45 Juventus Stadium Turijn            |                                                              |                     |                   | Ter Stegen Semedo, Piqué, Umtiti, Digne Rakitić, Paulinho, Busquets, Iniesta (82' Alba) Deulofeu (56' Messi), L. Suárez                        | 30' Paulino 87' Digne 90+1' Piqué      |
| 5 december 2017 20:45 Camp Nou Barcelona                  | FC Barcelona                                                 | 2-0                 | Sporting Lissabon | Cillessen Semedo, Piqué (64' Busquets), Vermaelen, Digne D. Suárez, Rakitić, Gomes Vidal (61' Messi), L. Suárez (75' Paulinho), Alcácer        | 35' Semedo                             |
| 5 december 2017 20:45 Camp Nou Barcelona                  | 59' Alcácer 90+1' Mathieu (own)                              | 1-0 2-0             |                   | Cillessen Semedo, Piqué (64' Busquets), Vermaelen, Digne D. Suárez, Rakitić, Gomes Vidal (61' Messi), L. Suárez (75' Paulinho), Alcácer        | 35' Semedo                             |
| 1/8 finale                                                |                                                              |                     |                   | |                                        |
| 20 februari 2018 20:45 Stamford Bridge Londen             | Chelsea FC                                                   | 1-1                 | FC Barcelona      | Ter Stegen Roberto, Piqué, Umtiti, Alba Paulinho (63' Vidal), Rakitić, Busquets, Iniesta (90+2' Gomes) Messi, L. Suárez                        | 29' Rakitić 76' L. Suárez 90' Busquets |
| 20 februari 2018 20:45 Stamford Bridge Londen             | 62' Willian                                                  | 1-0 1-1             | 75' Messi         | Ter Stegen Roberto, Piqué, Umtiti, Alba Paulinho (63' Vidal), Rakitić, Busquets, Iniesta (90+2' Gomes) Messi, L. Suárez                        | 29' Rakitić 76' L. Suárez 90' Busquets |
| 14 maart 2018 20:45 Camp Nou Barcelona                    | FC Barcelona                                                 | 3-0                 | Chelsea FC        | Ter Stegen Roberto, Piqué, Umtiti, Alba Dembélé (67' Vidal), Rakitić, Busquets (61' Gomes), Iniesta (56' Paulinho) Messi, L. Suárez            | 22' Roberto                            |
| 14 maart 2018 20:45 Camp Nou Barcelona                    | 3' Messi 20' Dembélé 63' Messi                               | 1-0 2-0 3-0         |                   | Ter Stegen Roberto, Piqué, Umtiti, Alba Dembélé (67' Vidal), Rakitić, Busquets (61' Gomes), Iniesta (56' Paulinho) Messi, L. Suárez            | 22' Roberto                            |
| Kwartfinale                                               |                                                              |                     |                   | |                                        |
| 4 april 2018 20:45 Camp Nou Barcelona                     | FC Barcelona                                                 | 4-1                 | AS Roma           | Ter Stegen Semedo, Piqué, Umtiti, Alba Roberto (83' Gomes), Rakitić, Busquets (67' Paulinho), Iniesta (85' D. Suárez) Messi, L. Suárez         |                                        |
| 4 april 2018 20:45 Camp Nou Barcelona                     | 38' De Rossi (own) 55' Manolas (own) 59' Piqué 87' L. Suárez | 1-0 2-0 3-0 3-1 4-1 | 80' Džeko         | Ter Stegen Semedo, Piqué, Umtiti, Alba Roberto (83' Gomes), Rakitić, Busquets (67' Paulinho), Iniesta (85' D. Suárez) Messi, L. Suárez         |                                        |
| 10 april 2018 20:45 Stadio Olimpico Rome                  | AS Roma                                                      | 3-0                 | FC Barcelona      | Ter Stegen Semedo (85' Dembélé), Piqué, Umtiti, Alba Roberto, Rakitić, Busquets (85' Alcácer), Iniesta (81' Gomes) Messi, L. Suárez            | 57' Piqué 63' Messi 72' L. Suárez      |
| 10 april 2018 20:45 Stadio Olimpico Rome                  | 6' Džeko 58' De Rossi (pen.) 82' Manolas                     | 1-0 2-0 3-0         |                   | Ter Stegen Semedo (85' Dembélé), Piqué, Umtiti, Alba Roberto, Rakitić, Busquets (85' Alcácer), Iniesta (81' Gomes) Messi, L. Suárez            | 57' Piqué 63' Messi 72' L. Suárez      |

### Klassement groepsfase
| #  | Club              | GS | W | G | V | DV | DT | DS | PTN |
| -- | ----------------- | -- | - | - | - | -- | -- | -- | --- |
| 1. | FC Barcelona      | 6  | 4 | 2 | 0 | 9  | 1  | +8 | 14  |
| 2. | Juventus          | 6  | 3 | 2 | 1 | 7  | 5  | +2 | 11  |
| 3. | Sporting Lissabon | 6  | 2 | 1 | 3 | 8  | 9  | −1 | 7   |
| 4. | Olympiakos        | 6  | 0 | 1 | 5 | 4  | 13 | −9 | 1   |

## Afbeeldingen

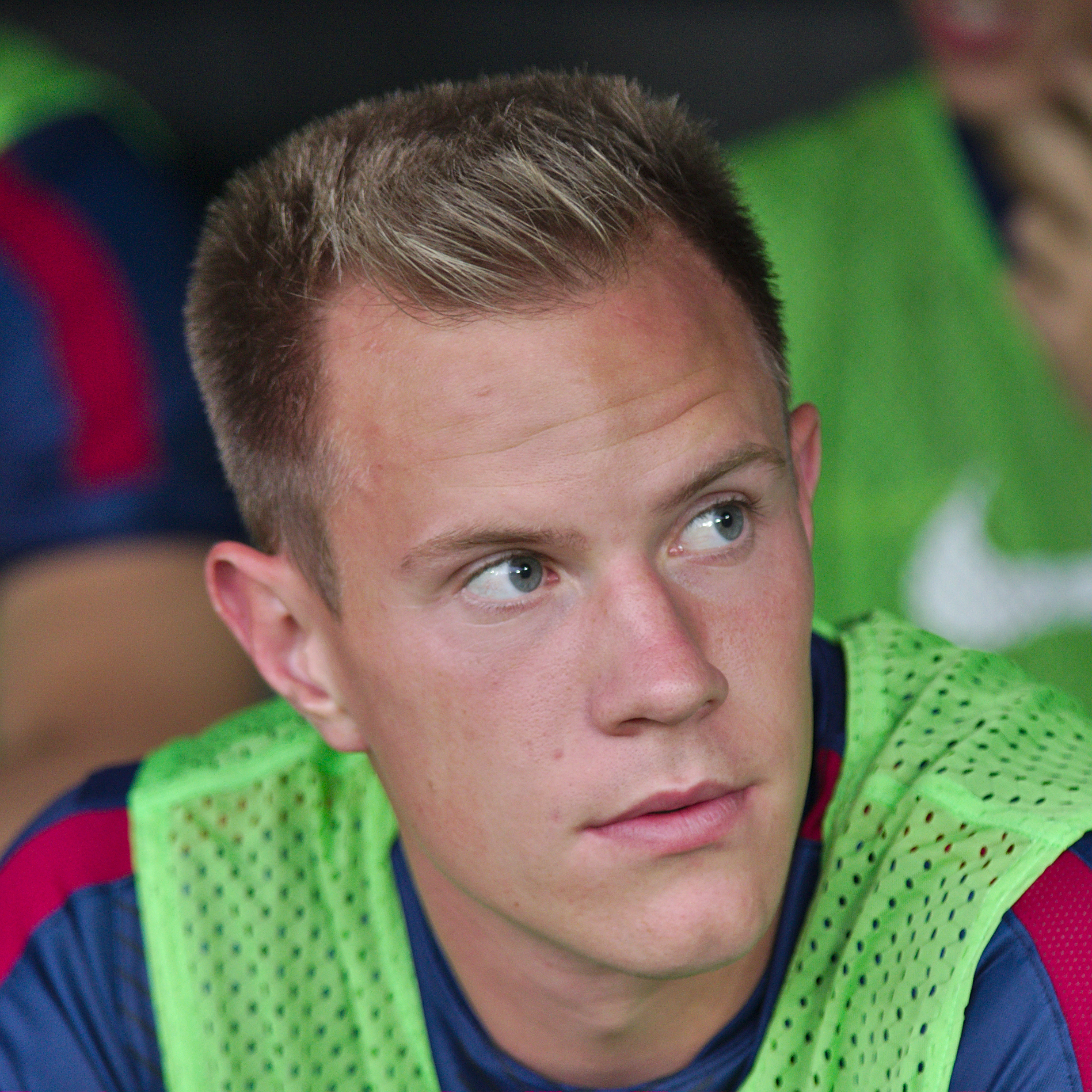
Marc-André ter Stegen (doelman)
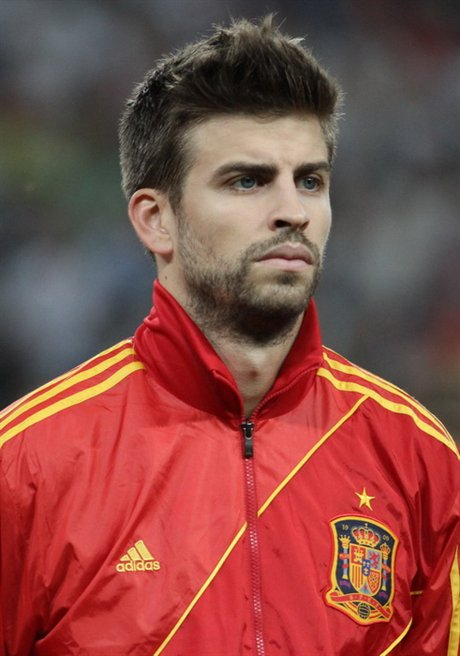
Gerard Piqué (verdediger)
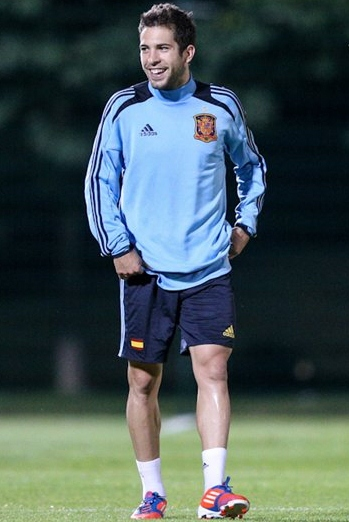
Jordi Alba (verdediger)
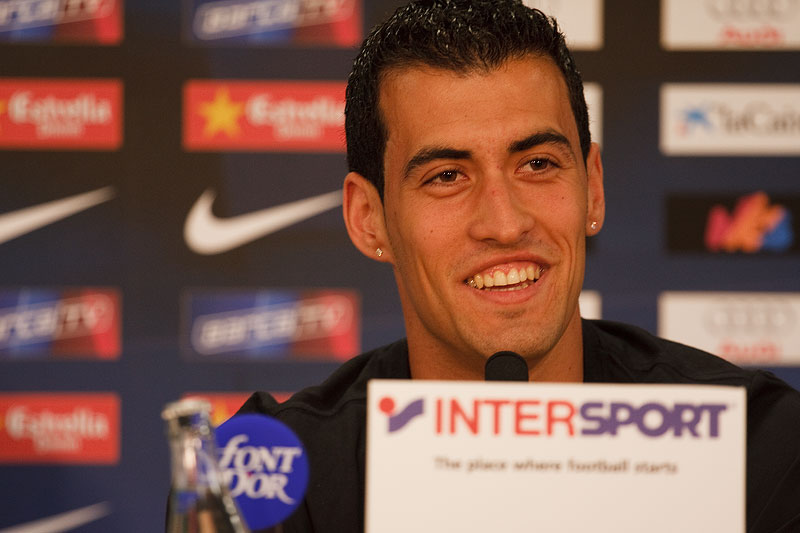
Sergio Busquets (middenvelder)
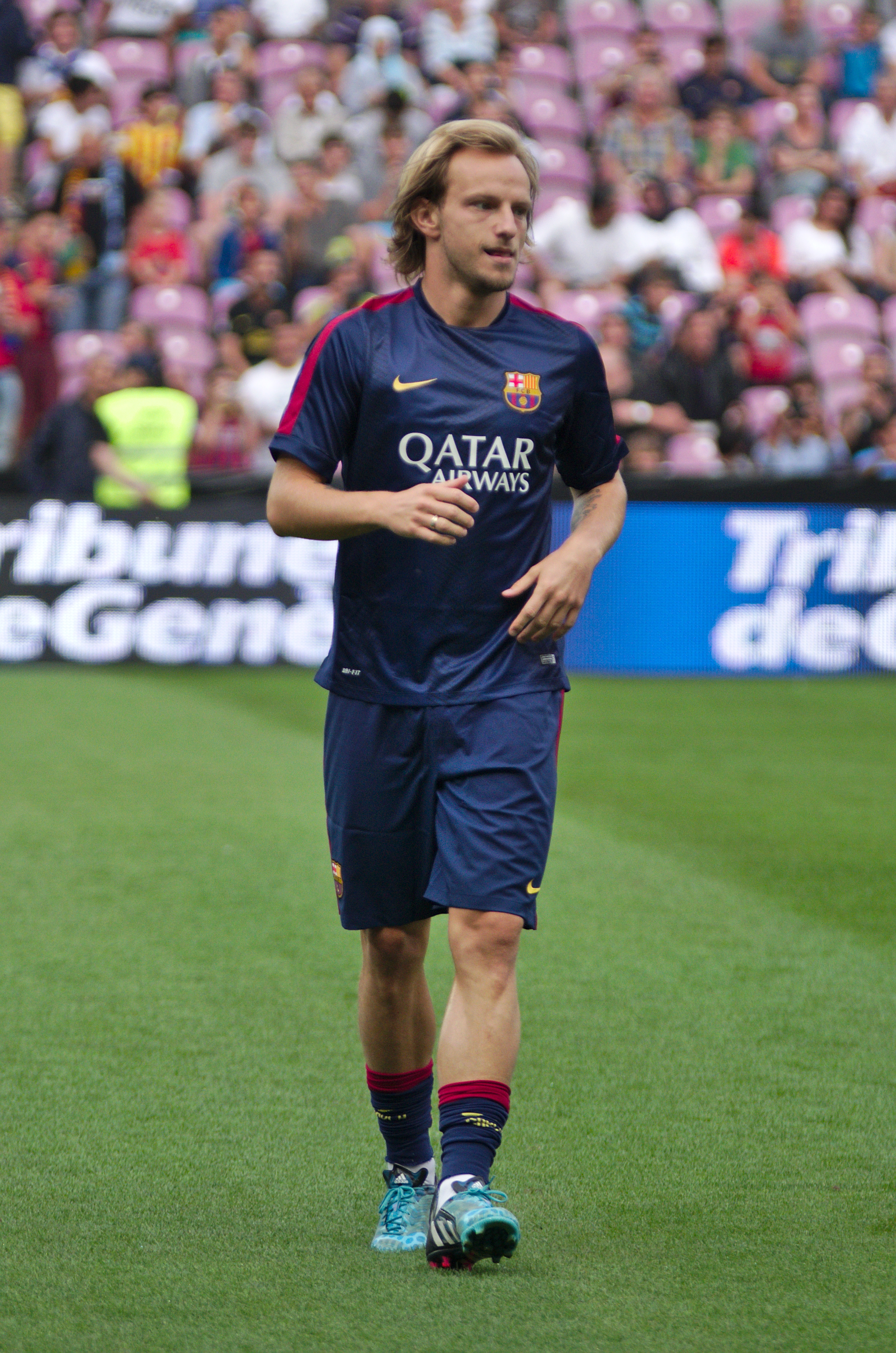
Ivan Rakitić (middenvelder)
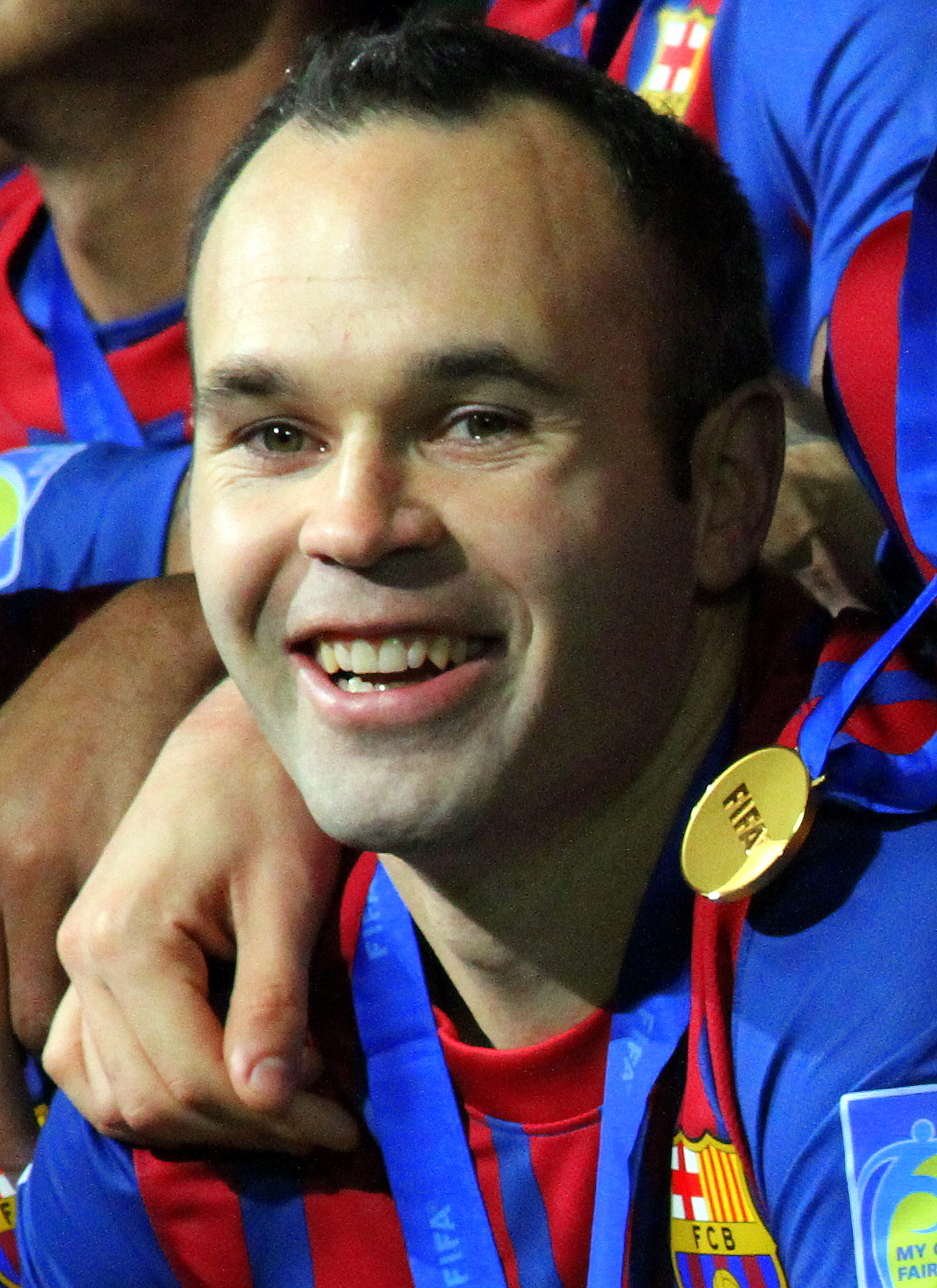
Andrés Iniesta (middenvelder)
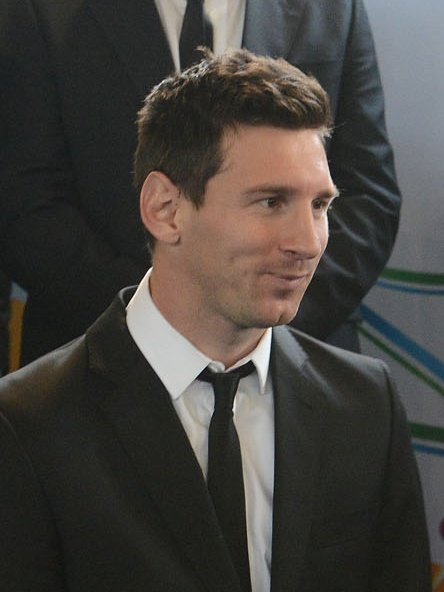
Lionel Messi (aanvaller)
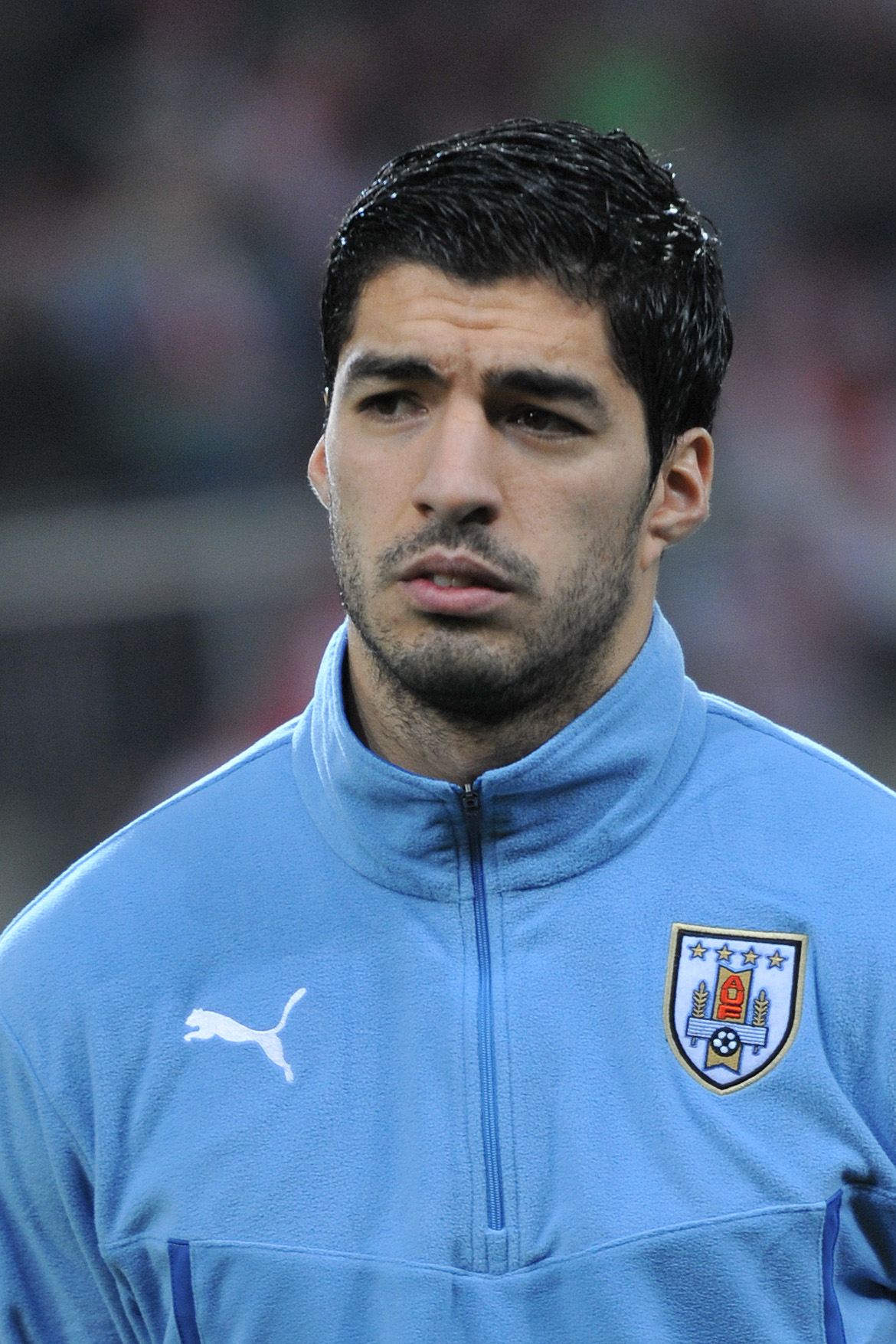
Luis Suárez (aanvaller)

1985/86 · 1986/87 · 1987/88 · 1988/89 · 1989/90 · 1990/91 · 1991/92 · 1992/93 · 1993/94 · 1994/95 · 1995/96 · 1996/97 · 1997/98 · 1998/99 · 1999/00 · 2000/01 · 2001/02 · 2002/03 · 2003/04 · 2004/05 · 2005/06 · 2006/07 · 2007/08 · 2008/09 · 2009/10 · 2010/11 · 2011/12 · 2012/13 · 2013/14 · 2014/15 · 2015/16 · 2016/17 · 2017/18 · 2018/19 · 2019/20 · 2021/22 · 2022/23 · 2023/24 · 2024/25